# Монте Пистило (Фрозиноне)
Монте Пистило је насеље у Италији у округу Фрозиноне, региону Лацио.
Према процени из 2011. у насељу је живело 280 становника. Насеље се налази на надморској висини од 295 м.